# V356 Возничего
V356 Возничего (лат. V356 Aurigae), HD 37819 — одиночная переменная звезда в созвездии Возничего на расстоянии приблизительно 766 световых лет (около 235 парсеков) от Солнца. Видимая звёздная величина звезды — от +8,1m до +7,97m.

## Характеристики
V356 Возничего — жёлто-белый гигант, пульсирующая переменная звезда типа Дельты Щита (DSCT) спектрального класса F4IIIp, или F8, или hF3mF6III. Радиус — около 4,86 солнечных, светимость — около 27,076 солнечных. Эффективная температура — около 6670 K.